# 福茲克里克科勒尼 (蒙大拿州)
福茲克里克科勒尼（英語：Fords Creek Colony）是位於美國蒙大拿州弗格斯縣的普查規定居民點。

## 人口
根據2020年美國人口普查的數據，福茲克里克科勒尼的面積為0.45平方千米，皆為陸地。當地共有人口5人，而人口密度為每平方千米11.11人。